# آنتونی جان ویلیامز
آنتونی جان ویلیامز (انگلیسی: Antony John Williams؛ زادهٔ ۵ ژوئن ۱۹۶۴) شیمیدان اهل بریتانیا است.